# Віюдита біла
Віюди́та біла (Fluvicola nengeta) — вид горобцеподібних птахів родини тиранових (Tyrannidae). Мешкає в Південній Америці.

## Опис

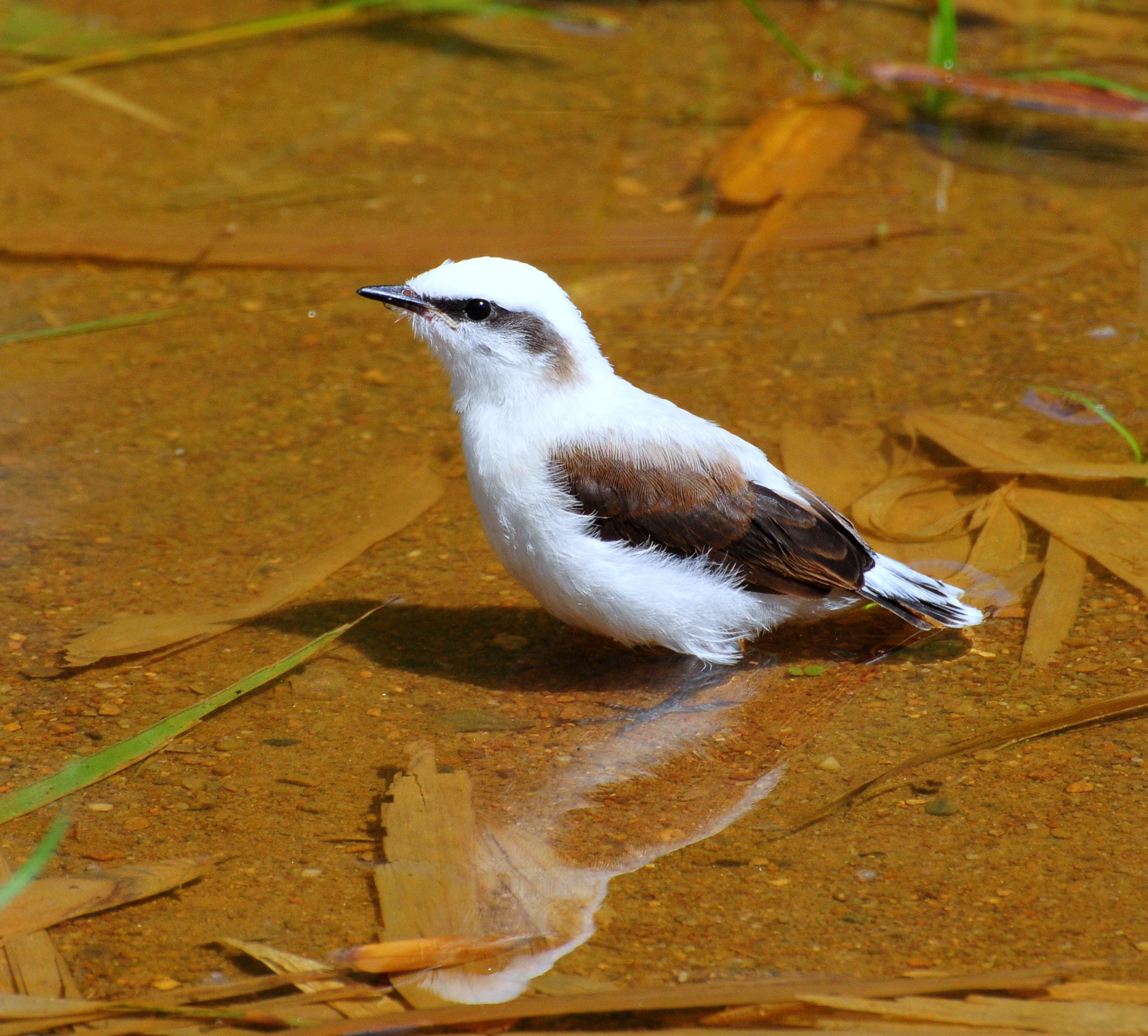
Біла віюдита

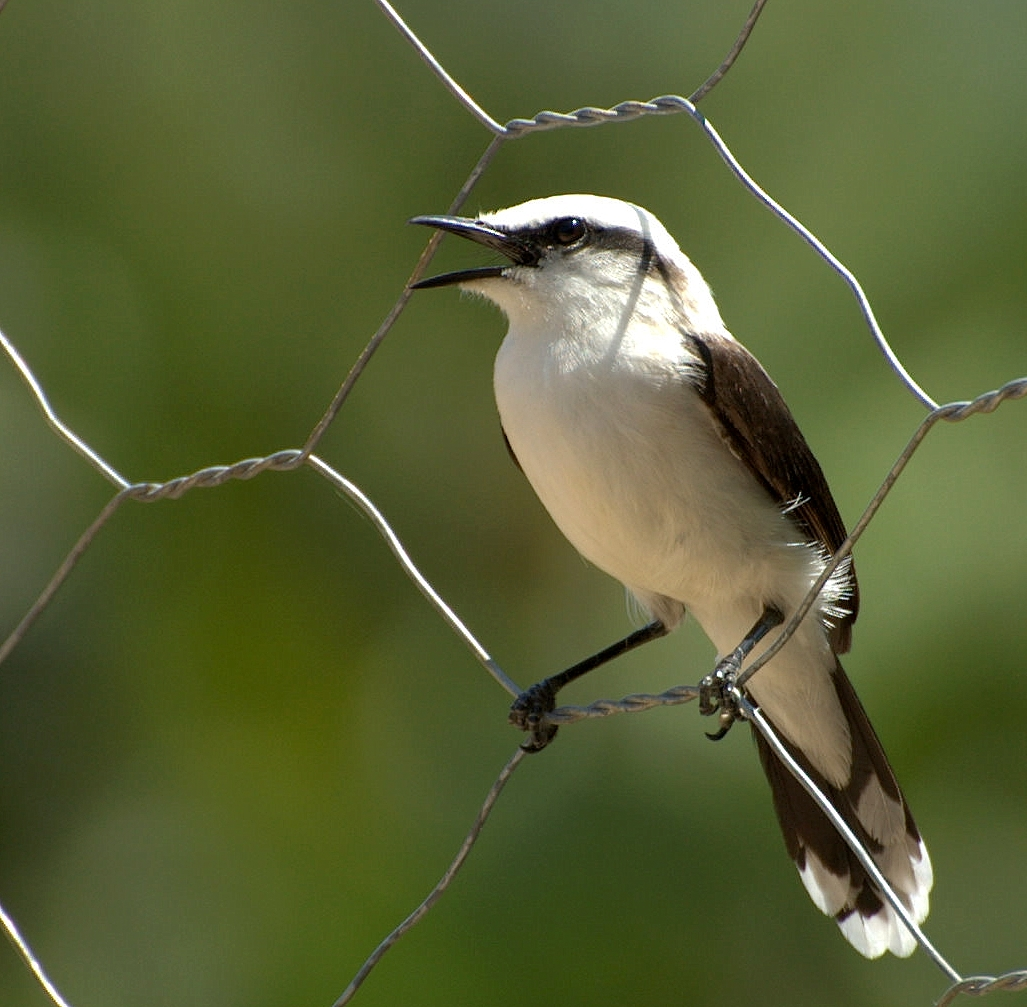
Біла віюдита

Довжина птаха становить 15-20 см, вага 20 г. Довжина крила становить 13.4 см, довжина хвоста 3,8 см, довжина цівки 2,7 см. Виду не притаманний статевий диморфізм. Забарвлення переважно біле, крила чорні, махові пера чорні з білими кінчиками. Через очі проходять широкі чорні смуги.

## Підвиди
Виділяють два підвиди:
- F. n. atripennis Sclater, PL, 1860 — захід Еквадору і крайній північний захід Перу (Тумбес);
- F. n. nengeta (Linnaeus, 1766) — східна Бразилія.

## Поширення і екологія
Білі віюдити мешкають в Бразилії, Еквадорі і Перу, трапляються на сході Парагваю. Вони живуть в чагарникових заростях на берегах річок, озер і струмків, на болотах. Зустрічаються поодинці або парами, живляться комахами.